# Turó de la Carlina
El Turó de la Carlina és una muntanya de 931 metres que es troba entre els municipis de Terrassa i de Vacarisses, a la comarca del Vallès Occidental.